# كيفن دي بروين
كيفن دي بروين (مواليد 28 يونيو 1991)، هو لاعب كرة قدم بلجيكي يلعب في مركز الوسط مع نادي نابولي الإيطالي والمنتخب البلجيكي. أسلوب لعبه جعل العديد من وسائل الإعلام، المدربين، وزملائه يصنفونه كأحد أفضل لاعبي أوروبا، وكثيرا ما تم وصفه كـ«لاعب كرة قدم كامل».
بدأ دي بروين مسيرته في جينك، وفاز بلقب دوري المحترفين البلجيكي 2010–11. في عام 2012، انضم إلى نادي تشيلسي الإنجليزي، حيث تم إشراكه في المباريات بشكل نادر ثم تمت إعارته إلى فيردر بريمن. وقع مع فولفسبورج مقابل 18 مليون جنيه استرليني في عام 2014، وفي عام 2015 حصل على لقب لاعب العام في ألمانيا. في وقت لاحق من ذلك العام، انضم إلى مانشستر سيتي مقابل 54 مليون جنيه استرليني. و حقق مع نادي مانشستر سيتي ثلاثة ألقاب في الدوري الإنجليزي الممتاز، وخمسة ألقاب في كأس رابطة الأندية الإنجليزية المحترفة ولقب وحيد في كأس الاتحاد الإنجليزي ووصل إلى نهائي دوري أبطال أوروبا 2021. كان له دور مهم في حصول السيتي على 100 نقطة في موسم واحد في 2017–18 ليصبح أول فريق في الدوري الممتاز يصل إلى هذا الرقم. في موسم 2019–20، عادل دي بروين الرقم القياسي لأكبر عدد من التمريرات الحاسمة في موسم واحد من الدوري الإنجليزي وحصل على جائزة أفضل لاعب في الموسم.
لعب دي بروين مباراته الدولية الأولى في عام 2010، ومن حينها خاض أكثر من 80 مباراة دولية لبلجيكا وسجل 22 هدف. كان كذلك جزءًا من التشكيلة البلجيكية التي وصلت إلى ربع نهائي كأس العالم 2014 ويورو 2016. في عام 2018، مثل بلجيكا في كأس العالم حيث حصل على المركز الثالث بعد الفوز على إنجلترا في مباراة تحديد المركز الثالث، وكان ضمن فريق الأحلام لكأس العالم.
تم اختيار دي بروين في تشكيلة الموسم لدوري أبطال أوروبا أربع مرات، وفريق العالم من الاتحاد الدولي لتاريخ وإحصاءات كرة القدم وفريق اليويفا للعام ثلاث مرات لكل منهما، وفريق العام من وسائل الإعلام الرياضية الأوروبية مرتين، وفريق العالم من فرانس فوتبول، وفريق العام للدوري الألماني. لقد فاز أيضًا بجائزة أفضل صانع لعب في الدوري الإنجليزي الممتاز مرتين، وأفضل لاعب في مانشستر سيتي للموسم ثلاث مرات، وجائزة أفضل لاعب في إنجلترا مرتين، وجائزة لاعب خط الوسط في دوري أبطال أوروبا، وجائزة لاعب العام في الدوري الألماني، وجائزة لاعب العام في ألمانيا، وجائزة أفضل رياضي بلجيكي وأفضل صانع ألعاب في العالم من الاتحاد الدولي لتاريخ وإحصاءات كرة القدم.

## مسيرته الكروية

### بدايته المبكرة
بدأ دي بروين مسيرته المهنية مع نادي كي في في درونغين في مسقط رأسه في عام 1997. بعد عامين، انضم إلى غينت وانتقل إلى جينك في 2005. واصل دي بروين تطوره في مجموعة شبابهم وتمت مكافأته على تقدمه من خلال تصعيده إلى الفريق الأول في عام 2008. من مقابلة مع ناديه للشباب، تم الكشف عن أن دي بروين كان من مشجعي ليفربول ومعجب بمايكل أوين.

### جينك
لعب دي بروين أول مباراة له مع نادي جينك في التاسع من مايو 2009 أمام نادي رويال شارلروا في مباراة خسرها جينك بنتيجة 3–0. وبعد أن أثبت نفسه في الفريق في الموسم التالي، في 7 فبراير 2010، سجل دي بروين هدفه الأول للنادي وضمن الثلاث نقاط لجينك في الفوز 1–0 ضد ستاندارد لييج. سجل دي بروين خمسة أهداف وصنع 16 تمريرة حاسمة في 32 مباراة في الدوري خلال موسم 2010–2011، حيث توج جينك بلقب الدوري البلجيكي الممتاز للمرة الثالثة. في 29 أكتوبر 2011، سجل دي بروين أول هاتريك له مع جينك ضد كلوب بروج، في اللقاء الذي انتهى بفوز جينك بنتيجة 5 – 4. في 28 كانون الثاني 2012، سجل دي بروين هدفين في مرمى فريق آود هيفرلي لوفين في فوز بنتيجة 5–0. في 18 فبراير 2012، سجل دي بروين هدفه الأول لجينك بعد انتقاله المتفق عليه لتشيلسي، وساعد كذلك في تسجيل هدف آخر في المباراة التي انتهت بفوز فريقه 1–2 على نادي مونز. أنهى دي بروين الموسم بآخر أهداف مباراة انتهت بالفوز بنتيجة 3–1 على غينت. سجل دي بروين في الدوري ثمانية أهداف في 28 مباراة في هذا الموسم.

### تشيلسي

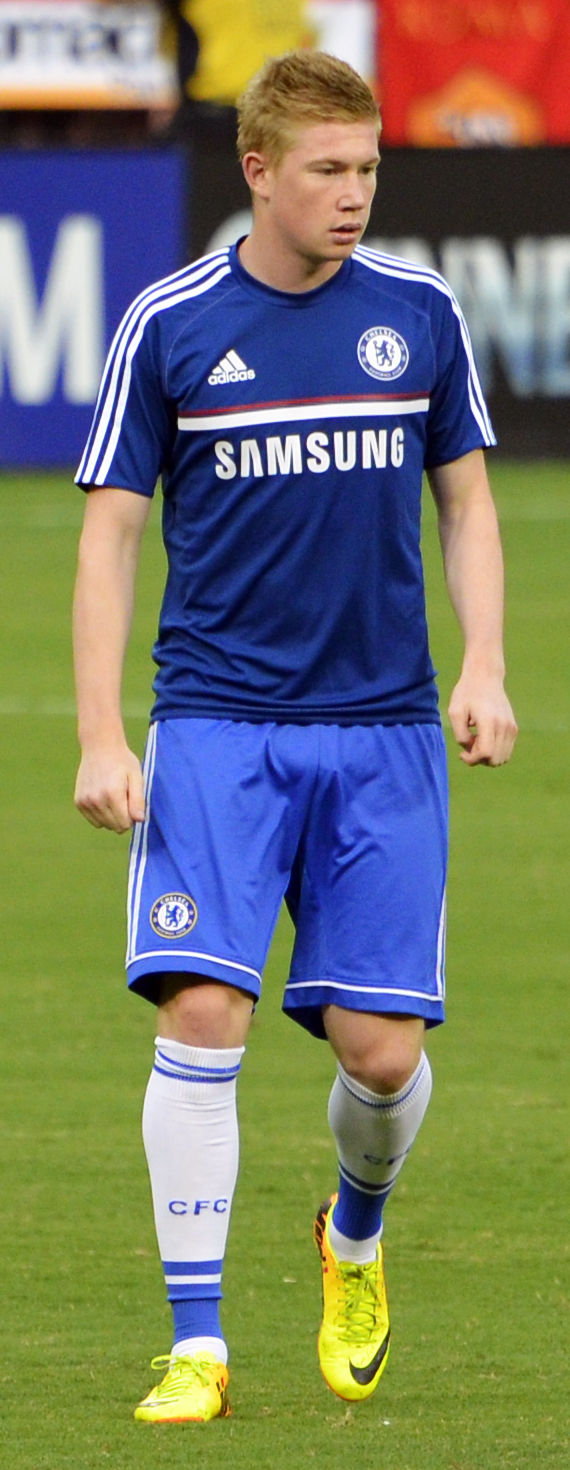
دي بروين مع تشيلسي في 2013.

في 31 يناير 2012، في اليوم النهائي للانتقالات الشتوية، أعلن نادي تشيلسي من الدوري الإنجليزي الممتاز عن التوقيع الدائم مع دي بروين، وكان المبلغ المتوقع حينها للصفقة بحسب الإشاعات هو 7 ملايين جنيه استرليني. وقع دي بروين عقدا لمدة خمس سنوات ونصف، لكنه سيبقى في جينك للفترة المتبقية من موسم 2011–12. وقال دي بروين لموقع النادي على الإنترنت «إن الوصول إلى فريق مثل تشيلسي هو حلم ولكني الآن يجب أن أعمل بجد لتحقيق المستوى الضروري». في 18 يوليو 2012، ظهر دي بروين لأول مرة تشيلسي في مباراة ودية ضد فريق الدوري الأمريكي لكرة القدم (MLS) سياتل ساوندرز إف سي في مباراة انتهت بنتيجة 4–2. لعب دي بروين أيضا في الشوط الأول ضد فريق دوري الدرجة الأولى الفرنسي باريس سان جيرمان في ملعب يانكي، نيويورك.

#### فيردر بريمن (إعارة)

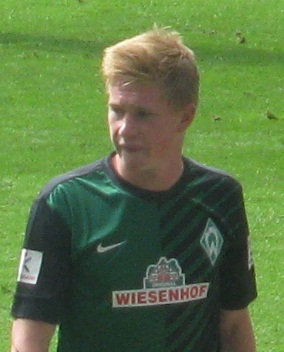
دي بروين مع فيردر بريمن في 2013

في 2 أغسطس 2012، أعلن تشيلسي أن دي بروين سينتقل لنادي فيردر بريمن الألماني في صفقة إعارة لمدة موسم كامل بعد أن أكمل بنجاح الاختبار الطبي. سجل دي بروين هدفه الأول لبريمن في هزيمته 3–2 أمام هانوفر 96 في 15 سبتمبر. تابع دي بروين حالته الجيدة، وسجل في مباراة بريمن التالية، وتعادل 2–2 مع شتوتغارت، في 23 سبتمبر. عاد دي بروين إلى التسجيل في 18 نوفمبر، وسجل هدف الفوز –على الرغم من لعب فريقه بـ 10 رجال– حيث جاء بريمن من بعيد ليقوم بهزيمة فورتونا دوسلدورف 2–1.
سجل دي بروين هدفه الأول منذ أكثر من شهرين في 4 مايو 2013 –بعد أن كان قد سجل هدفًا في مباراة بايرن ميونيخ 6–1 في بريمن– ليضع فريقه في المقدمة بنتيجة 2–0 على أرضه أمام هوفنهايم 1899 قبل هدفين متأخرين من سفين شيبلوك لتنتهي المباراة بنتيجة 2–2. أتبع دي بروين هذا الهدف بهدف في مباراة بريمن التالية، حيث ضمن بذلك البقاء في البوندسليجا للموسم القادم بالتعادل 1–1 أمام آينتراخت فرانكفورت في 11 مايو.

#### عودته إلى تشيلسي
بعد فترة ناجحة في الدوري الألماني مع فيردر بريمن، كان دي بروين من المتوقع بقاؤه في ألمانيا مع بوروسيا دورتموند أو باير ليفركوزن. على الرغم من ذلك، أكد خوسيه مورينهو المدير القادم للفريق أن دي بروين جزء من خطة تشيلسي للمستقبل، وعاد اللاعب رسميًا إلى تشيلسي في 1 يوليو 2013.
أصيب دي بروين في ركبته عندما سجل هدفه الأول لصالح تشيلسي في مباراة ودية قبل بداية الموسم ضد ماليزيا XI، ولكنه كان جاهزًا للعب أول مباراة تنافسية له في اليوم الأول من موسم الدوري الممتاز 2013–14 ضد هال سيتي، ومنح تمريرة حاسمة في الفوز بنتيجة 2–0.

### فولفسبورغ

#### موسم 2013–14
في 18 يناير 2014، وقع فولفسبورج مع دي بروين مقابل 18 مليون جنيه إسترليني (22 مليون يورو). في 25 يناير 2014، ظهر لأول مرة بقميص فولفسبورج في الخسارة بنتيجة 3–1 ضد هانوفر 96. في 12 أبريل 2014، ساهم دي بروين في هدفين في المباراة التي فاز فيها فريقه 4–1 على ملعبه ضد إف سي نورمبرغ. بعد أسبوع واحد سجل هدفه الأول لفولفسبورج في فوز 3–1 خارج الأرض ضد هامبورغ. وسجل أيضا في المباراتين الأخيرتين من البوندسليجا مساعدا فريقه على الفوز ضد شتوتغارت وبوروسيا مونشنغلادباخ.

#### موسم 2014–15
سجل دي بروين هدفه الأول لموسم 2014–15 في 2 أكتوبر 2014، في المباراة التني أنتهت بالتعادل الإيجابي بنتيجة 1–1 ضد ليل في الدوري الأوروبي. في مباراة المجموعات الثالثة خارج أرضه أمام كراسنودار في 23 أكتوبر، سجل دي بروين هدفين عندما حقق فولفسبورغ فوزه الأول في المسابقة 4–2. في 30 يناير 2015، سجل هدفين آخرين في مباراة الفوز 4–1 على أرضه أمام بايرن ميونخ، أول هزيمة لهم في الدوري الألماني منذ أبريل 2014. في 1 مارس 2015، صنع دي بروين ثلاثة أهداف في مباراة الفوز 5–3 على ناديه السابق فيردر بريمن.
في 12 مارس 2015، سجل دي بروين هدفين في مباراة الذهاب بنتيجة 3–1 في الدوري الأوروبي في دور الـ16 على إنتر ميلان. في 15 مارس 2015، سجل هدفًا وصنع هدفين آخرين في مباراة الفوز 3–0 على فرايبورغ.
أنهى دي بروين موسم الدوري برصيد 10 أهداف و21 تمريرة حاسمة، وهذا الأخير هو رقم قياسي جديد في الدوري الألماني، حيث احتل فولفسبورغ المركز الثاني في الدوري الألماني وتأهل لدوري أبطال أوروبا 2015–16. في 30 مايو 2015، شارك كأساسي وسجل في نهائي كأس ألمانيا 2015 عندما هزم فولفسبورغ بوروسيا دورتموند 3–1 على الملعب الأولمبي في برلين.
أنهى دي بروين موسمه المميز برصيد 16 هدفاً و27 تمريرة حاسمة في جميع المسابقات، وحصل على لاعب العام في ألمانيا لعام 2015.

#### موسم 2015–16
شارك دي بروين كأساسي في مباراة الفوز بكأس السوبر الألماني ضد بايرن ميونخ، حيث صنع هدف التعادل لنيكلاس بينتنر من كرة عرضية في الدقيقة 89 ليسجل هدف التعادل 1–1 ثم سجل في ركلات الترجيح لاحقًا. في 8 أغسطس 2015، واصل أداءه المميز بتسجيله هدفه الأول لهذا الموسم، وصنع هدفين في مباراة الفوز 4–1 على شتوتغارت كيكرز في الجولة الأولى من كأس ألمانيا.
إذا جاء عرض، سأسمع عنه وكم هو، لكنني لم أسمع أي شيء بعد ... لن أذهب إلى إنجلترا لمجرد إثبات أنني أستطيع اللعب هناك. لست مضطرًا للذهاب إلى إنجلترا ... إذا ذهبت إلى هناك، فهذا خيار جيد بالنسبة لي ولعائلتي. هذا هو المفتاح بالنسبة لي
في أغسطس، أصر دي بروين، في خضم إشاعات انتقاله، على أنه لن يجبر فولفسبورغ على بيعه، لكنه اعترف بأنه لا يستطيع تجاهل اهتمام مانشستر سيتي، قائلاً: «إذا جاء عرض، فسأسمع عنه وكم هو الثمن، لكنني لم أسمع أي شيء بعد ... لن أذهب إلى إنجلترا فقط لأثبت أني أستطيع اللعب هناك. لست مضطرًا للذهاب إلى إنجلترا ... إذا ذهبت إلى هناك، فبالنسبة لي ولعائلتي، يعتبر خيار جيد».
في 10 أغسطس، ظهرت تقارير تشير إلى أن مانشستر سيتي قد قدم عرضًا ثانيًا لدي بروين بقيمة 47 مليون جنيه إسترليني. صرح المدير الرياضي في فولفسبورغ، كلاوس ألوفس، أن النادي سيقاتل لإبقائه، قائلاً «أعتقد أن بعض الأندية الأخرى قد قلبت رأس كيفن بالتأكيد ... بعض الشخصيات الضخمة تقوم بالجولات ويمكنني أن أفهم لماذا يترك كيفن كل شيء مفتوحًا».
في 27 أغسطس، ظهرت تقارير تشير إلى أن مانشستر سيتي قدم عرضًا لشراء دي بروين بقيمة 58 مليون جنيه إسترليني. قال كلاوس ألوفس إن السيتي قدم عرض راتب «مذهل» لدي بروين.

### مانشستر سيتي

#### موسم 2015–16

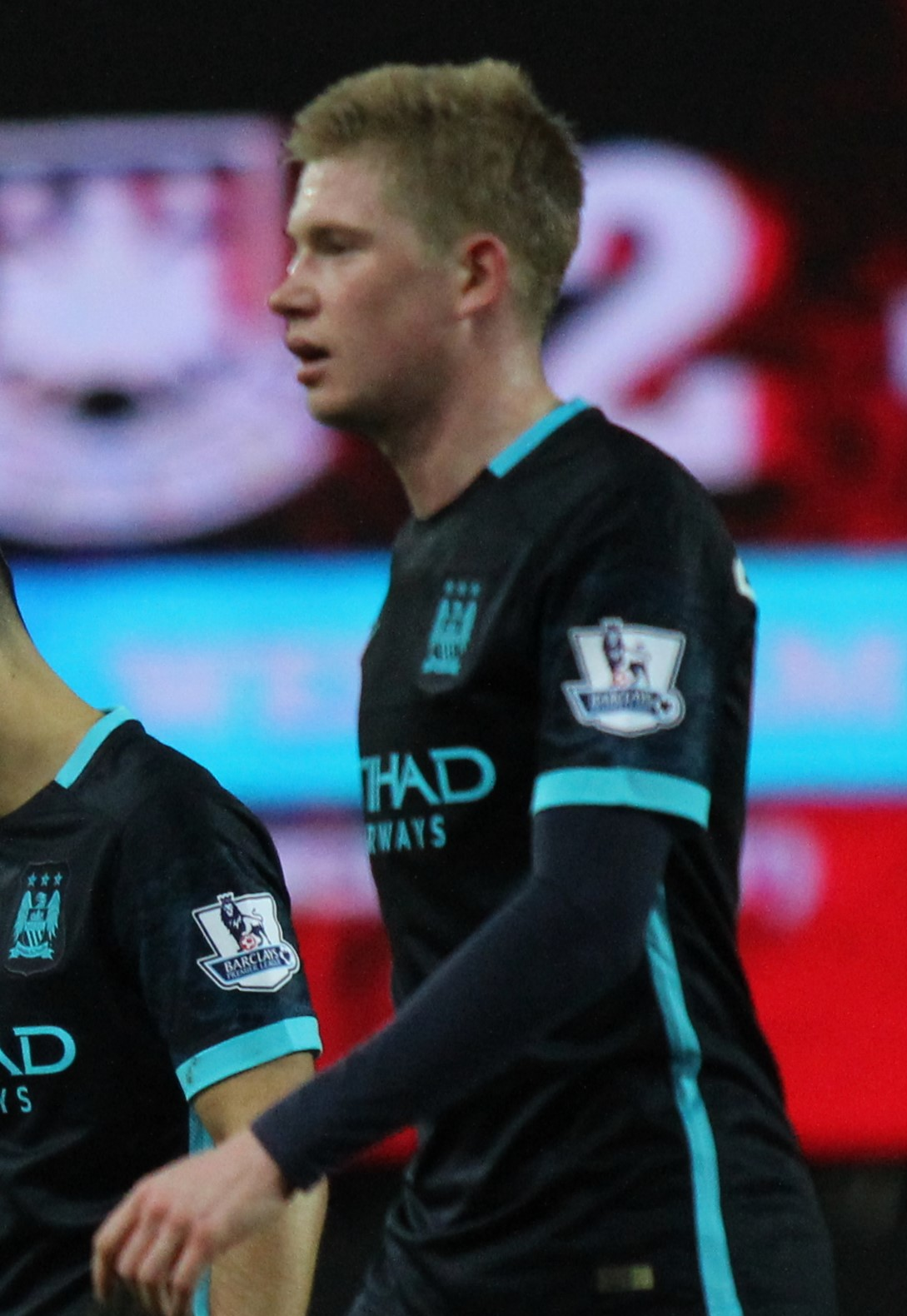
دي بروين يلعب مع السيتي في يناير 2016.

في 30 أغسطس 2015، أعلن مانشستر سيتي عن وصول دي بروين بعقد مدته ست سنوات، مقابل رسوم انتقال قياسية بالنسبة للنادي حيث بلغت 55 مليون جنيه إسترليني (75 مليون يورو)، مما يجعله ثاني أغلى انتقال في تاريخ كرة القدم البريطانية بعد انتقال أنخيل دي ماريا إلى مانشستر يونايتد عام 2014. شارك لأول مرة مع الفريق في الدوري الإنجليزي الممتاز في 12 سبتمبر ضد كريستال بالاس، ليحل محل سيرخيو أغويرو المصاب في الدقيقة 25. في 19 سبتمبر، سجل هدفه الأول للنادي ضد وست هام يونايتد في الشوط الأول من الوقت بدل الضائع في مباراة الخسارة 2–1. سجل هدف في مباراة الفوز 4–1 في كأس رابطة الأندية الإنجليزية المحترفة ضد سندرلاند، في 22 سبتمبر وسجل في مباراة الخسارة 4–1 أمام توتنهام هوتسبير في الدوري في 26 سبتمبر. في 3 أكتوبر، سجل في مباراة فوز الفريق 6–1 على نيوكاسل يونايتد.
في 2 أكتوبر، تم الإعلان عن دي بروين كواحد من اللاعبين في القائمة الطويلة لجائزة كرة الفيفا الذهبية 2015 المرموقة، إلى جانب زملائه في الفريق مثل سيرخيو أغويرو ويحيى توريه. بعد 18 يومًا فقط، في 20 أكتوبر، كشفت الفيفا عن أنه أحد اللاعبين في القائمة المختصرة لـ 23 لاعبًا في للجائزة. في 21 أكتوبر، سجل دي بروين هدف الفوز في الوقت بدل الضائع ضد إشبيلية في دوري أبطال أوروبا. في 1 ديسمبر، سجل هدفين في مباراة الفوز 4–1 على هال سيتي ليتأهل مانشستر سيتي إلى نصف نهائي كأس رابطة الأندية الإنجليزية المحترفة.
في 27 يناير 2016، سجل دي بروين هدفًا في مباراة نصف النهائي من كأس رابطة الأندية 3–1 على إيفرتون، لكنه أصيب بإصابة في ركبته اليمنى من شأنها أن تبقيه خارج الفريق لمدة شهرين. في 2 أبريل، عاد دي بروين من الإصابة في مباراة الفوز 4–0 على بورنموث على ملعب دين كورت، وسجل الهدف الثاني للفريق في الدقيقة الثانية عشرة. بعد أربعة أيام، سجل هدف الافتتاحي فيمباراة التعادل 2–2 أمام باريس سان جيرمان في ذهاب ربع نهائي دوري أبطال أوروبا على ملعب بارك دي برينس. في 12 أبريل، سجل دي بروين هدف الفوز ضد باريس سان جيرمان، حيث تأهل مانشستر سيتي إلى نصف نهائي دوري أبطال أوروبا، لأول مرة في تاريخ النادي، بنتيجة إجمالية 3–2. جاء هدف دي بروين التالي في 8 مايو 2016 بالتعادل 2–2 مع أرسنال.

#### موسم 2016–17

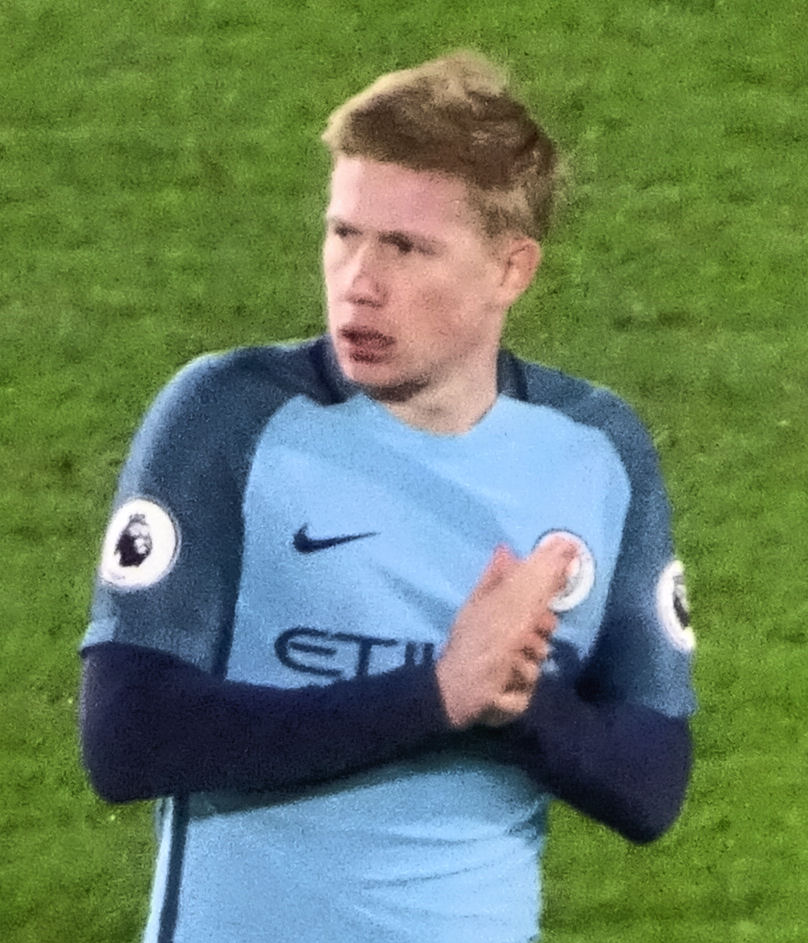
دي بروين خلال مباراة ضد هال سيتي في 26 ديسمبر 2016.

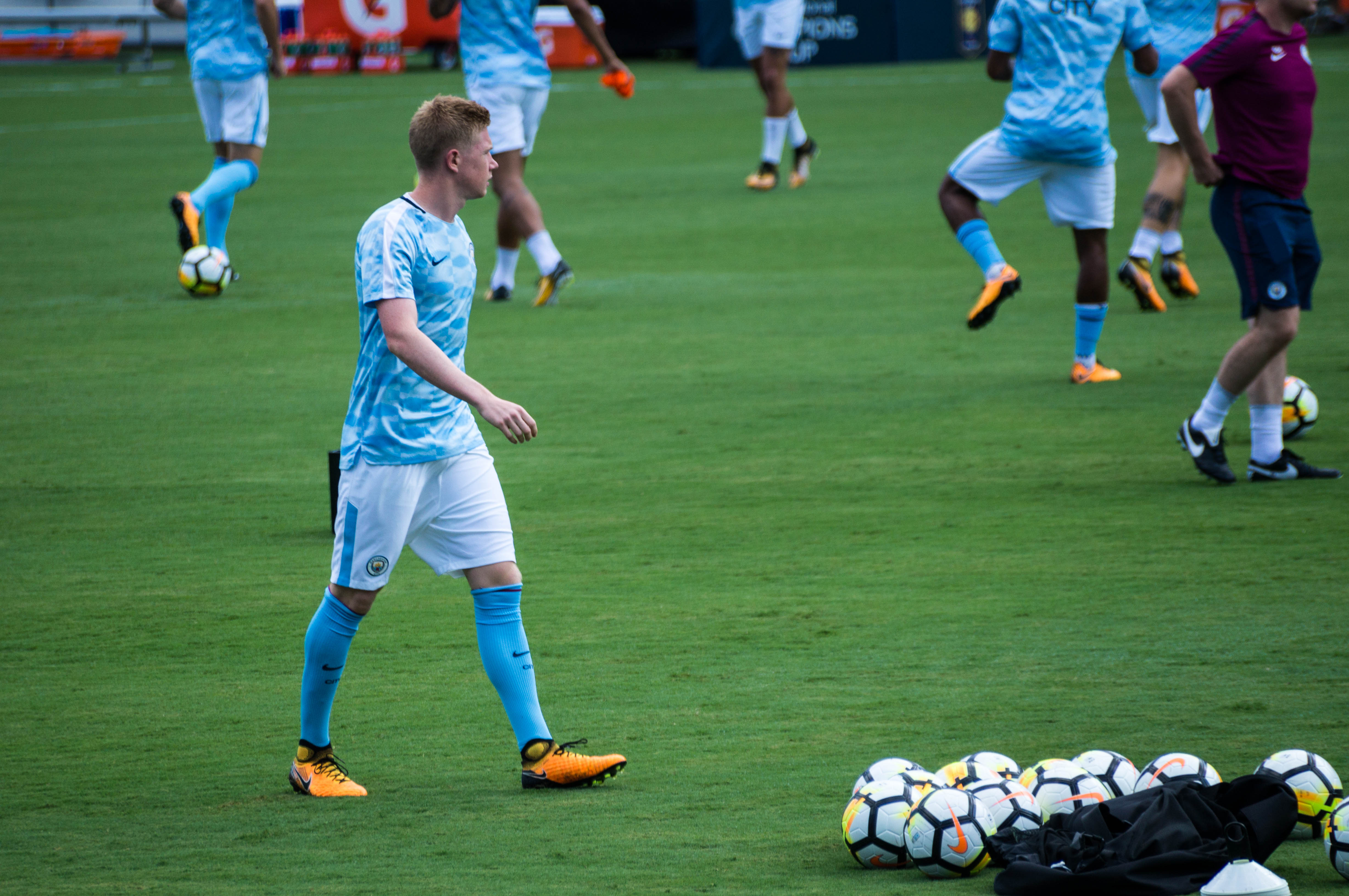
دي بروين خلال جلسة تدريبية ما قبل الموسم، في يوليو 2017.

في 10 سبتمبر 2016، سجل دي بروين وصنع في أول ديربي مانشستر لهذا الموسم الذي فاز به سيتي 2–1 وحصل على جائزة رجل المباراة. في 17 سبتمبر 2016، حصل دي بروين على جائزة رجل المباراة، في مباراة الفوز 4–0 على بورنموث. حيث سجل دي بروين الهدف الأول، وصنع الرابع. بعد الاستراحة الدولية، تعادل مانشستر سيتي بنتيجة 1–1 في مباراته التالية ضد إيفرتون، التي لعبت في 15 أكتوبر 2016.أغويرو ودي بروين أضاعوا ركلتي جزاء بينما سجل هدف التعادل نوليتو. في 1 نوفمبر، سجل دي بروين من ركلة حرة في فوز الفريق 3–1 على برشلونة. في 21 يناير 2017، شارك دي بروين في كل من هدفي السيتي، حيث سجل هدف وصنع الآخر لساني، في مباراة التعادل 2–2 أمام ضيفه توتنهام هوتسبير. تم اختياره فيما بعد كرجل المباراة. في 19 مارس 2017، قدم دي بروين أداءً مميزاً في مباراة التعادل 1–1 أمام ليفربول على ملعب الاتحاد، حيث صنع هدف أغويرو.

#### موسم 2017–18
صنع دي بروين هدفي أغويرو وجيسوس، في 9 سبتمبر 2017، في مباراة الفوز 5–0 على أرضه أمام ليفربول. في 16 سبتمبر، صنع دي بروين هدف أغويرو الافتتاحي في مباراة الفوز 6–0 على واتفورد. في 26 سبتمبر، سجل دي بروين هدفه الأول في موسم 2017–18 في مباراة الفوز 2–0 على شاختار دونيتسك. في 30 سبتمبر 2017، سجل هدفه الأول في الدوري لموسم 2017–18، حيث فاز السيتي على ناديه السابق تشيلسي بنتيجة 1–0 على ملعب ستامفورد بريدج. في 14 أكتوبر، صنع دي بروين هدفين في مباراة الفوز 7–2 على ستوك سيتي. في 5 نوفمبر، سجل دي بروين في مباراة الفوز 3–1 على أرسنال. في 18 نوفمبر، سجل في مباراة الفوز 2–0 خارج ملعبه على ليستر سيتي. في 29 نوفمبر، سجل هدف الافتتاح للسيتي وصنع هدف ستيرلينغ الذي حقق الفوز في الدقيقة الأخيرة من مباراة لفوز 2–1 على ساوثهامبتون.

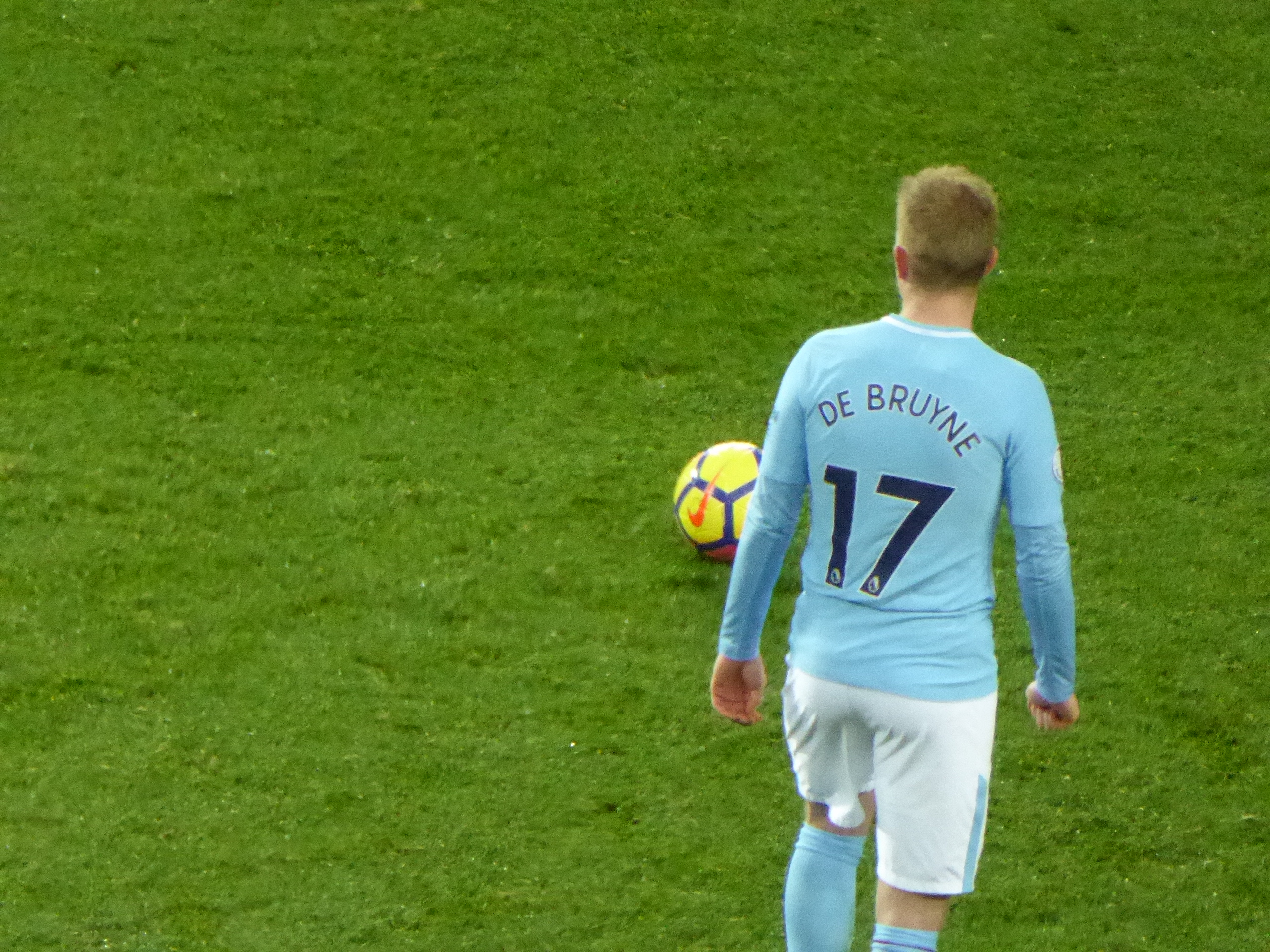
دي بروين خلال ديربي مانشستر على ملعب أولد ترافورد، في 10 ديسمبر 2017، فاز السيتي 2–1.

في 13 ديسمبر، سجل دي بروين في فوز 4–0 خارج ملعبه على سوانزي سيتي، مما أدى إلى توسيع رقمهم القياسي في عدد الانتصارات في الدوري إلى 15 مباراة متتالية. في 16 ديسمبر، سجل في مباراة الفوز 4–1 على توتنهام هوتسبير، حيث قال بيب غوارديولا إن دي بروين «يساعد النادي على أن يصبح منشأة أفضل». في 27 ديسمبر، صنع دي بروين هدف ستيرلينغ في مباراة الفوز 1–0 على نيوكاسل يونايتد. في 9 يناير، سجل دي بروين في مباراة الفوز 2–1 على بريستول سيتي في مباراة الذهاب من نصف نهائي كأس رابطة المحترفين. في 20 يناير، صنع هدف أغويرو الأول في المباراة (الذي سجل هاتريك في المباراة)، في مباراة الفوز 3–1 على نيوكاسل يونايتد.
في 22 يناير 2018، وقع دي بروين عقدًا جديدًا طويل الأمد مع النادي، ليبقيه في النادي حتى عام 2023. في 23 يناير، سجل هدف الفوز في المباراة التي أنتهت 3–2 على بريستول سيتي في مباراة إياب نصف نهائي كأس رابطة المحترفين، مما ساعد السيتي على التأهل إلى المباراة النهائية، بعد أن فاز بمجموع المباراتين بنتيجة 5–3. في 31 يناير، سجل وصنع في مباراة الفوز 3–0 على وست بروميتش ألبيون، وتم اختياره من قبل بي بي سي سبورت كرجل المباراة. في 10 فبراير، صنع ثلاث أهداف، اثنتان لصالح أغويرو وواحدة لسترلينغ، في مباراة الفوز 5–1 على ليستر سيتي، ليصل عدد تمريراته الحاسمة إلى 14 تمريرة حاسمة. في 25 فبراير، شارك كأساسي في في نهائي كأس رابطة الأندية الإنجليزية المحترفة 2018 ضد أرسنال، ولعب 90 دقيقة كاملة، حيث فاز مانشستر سيتي بنتيجة 3–0 ليحصل على أول لقب في موسم 2017–18، وكأسهم الأولى بشكل عام تحت قيادة بيب غوارديولا.
في 31 مارس 2018، صنع هدف لغابرييل جيسوس في مباراة الفوز 3–1 على إيفرتون، مما يضمن أن السيتي محتاج فوزًا واحدًا إضافيًا فقط ليحصل على لقب الدوري الإنجليزي بشكل رسمي. في 22 أبريل، سجل في مباراة الفوز 5–0 على سوانزي سيتي. في 13 مايو، في اليوم الأخير من الموسم، صنع دي بروين هدف غابرييل جيسوس الوحيد في مباراة الفوز 1–0 على ساوثهامبتون، مما رفع مجموع نقاط السيتي إلى 100. كما تم اختيار دي بروين على أنه رجل المباراة من قبل بي بي سي. عن تمريراته الحاسمة الـ16 طوال موسم الدوري، فاز دي بروين جائزة أفضل صانع لعب في الدوري الإنجليزي الممتاز والتي تم منحها لأول مرة في هذا الموسم. تم اختياره أيضًا في فريق PFA لهذا العام، وتم اختيارخ أيضًا على أنه لاعب العام في مانشستر سيتي.

#### موسم 2018–19
في 15 أغسطس 2018، عانى دي بروين من إصابة في الركبة خلال جلسة تدريبية، حيث أفادت عدة مواقع إخبارية أنه لا يمكنه اللعب لمدة تصل إلى ثلاثة أشهر. بعد ذلك بيومين، أكد مانشستر سيتي أنه يعاني من آفة في الرباط الجانبي من ركبته اليمنى، وليس بحاجة إلى جراحة، وأنه من المتوقع ألا يلعب لمدة ثلاثة أشهر. بعد فترة وجيزة من عودة دي بروين إلى اللعب في أكتوبر 2018، عانى مرة أخرى من إصابة في أربطة الركبة في الجولة الرابعة من كأس كاراباو ضد فولهام. كان من المتوقع أن تبعده الإصابة لمدة 5–6 أسابيع لكنه استأنف كامل التدريب في وقت أبكر بكثير من المتوقع بعد 3 أسابيع فقط. دخل كبديل في نهائي كأس الاتحاد الإنجليزي ضد واتفورد، وسجل الهدف الثالث وصنع اثنين آخرين، حيث فاز السيتي بأول ثلاثية محلية في كرة القدم الإنجليزية للرجال. تم أختيار كرجل المباراة عن أدائه.

#### موسم 2019–20
في 15 ديسمبر 2019، سجل دي بروين هدفين في مباراة الفوز 3–0 في الدوري الممتاز على أرسنال في ملعب الإمارات.
سجل دي بروين هدفه رقم 50 للسيتي في جميع المسابقات يوم 26 فبراير 2020 في فوزه 2–1 أمام ريال مدريد في مباراة دور الـ16 في دوري أبطال أوروبا.
في آخر مباراة في الدوري لهذا الموسم، سحق السيتي نورويتش سيتي 5–0 على أرضه. سجل دي بروين هدفين وقدم التمريرة الحاسمة رقم 20 له في الدوري، وهو ما يعادل الرقم القياسي الذي سجله تييري هنري في تحقيق أكبر عدد من التمريرات الحاسمة في موسم واحد، وفاز أيضًا بجائزة أفضل صانع الألعاب للموسم الثاني. بالإضافة إلى ذلك، أصبح أول لاعب في التاريخ يصل إلى 20 تمريرة حاسمة في موسم واحد في اثنتين من الدويات الخمس الكبرى في أوروبا.
في نهاية الموسم، حصل على جائزة أفضل لاعب في الدوري الإنجليزي الممتاز بعد تسجيله 13 هدفًا، وتمريرة 20 تمريرة حاسمة وخلق 104 فرصة من اللعب المفتوح، وهو أكبر عدد للاعب في أي من البطولات الخمس الكبرى في أوروبا منذ عام 2006.
تم اختياره أيضًا في فريق العام لاتحاد لاعبي كرة القدم المحترفين لهذا العام وفاز بجائزة أفضل لاعب في إنجلترا، ليصبح أول لاعب من مانشستر سيتي يفوز بها.

#### موسم 2020–21
في 21 سبتمبر 2020، سجل دي بروين وصنع في مباراة الفوز 3–1 خارج أرضه أمام وولفرهامبتون واندررز في أول مباراة للسيتي هذا الموسم. مع الزيارة التي حسمت لأبطال الدوري الإنجليزي الممتاز، ليفربول، صنع دي بروين هدف غابرييل جيسوس قبل أن يتسبب بركلة جزاء، والتي اضاعها لاحقًا. انتهت المباراة بالتعادل 1–1. في 7 أبريل، وقع دي بروين عقدًا مدته أربع سنوات بعد التفاوض عليه بمساعدة البيانات الإحصائية لإثبات زيادة الأجر بنسبة 30 ٪.
في 25 أبريل 2021، مرر دي بروين ركلة حرة ليسدد إيميرك لابورتي برأسه إلى المرمى، مما سمح للسيتي بالفوز 1–0 على توتنهام هوتسبر في نهائي كأس رابطة الأندية الإنجليزية المحترفة 2021 على ملعب ويمبلي. في 28 أبريل، سجل هدفًا في الفوز 2–1 خارج أرضه على باريس سان جيرمان في نصف نهائي دوري أبطال أوروبا. في 29 مايو، تعرض دي بروين لإصابة في الرأس بعد اصطدامه مع أنطونيو روديغر في الشوط الثاني من نهائي دوري أبطال أوروبا 2018، ليحل محله غابرييل جيسوس؛ حيث وخسر فريقه 1–0 ضد ناديه السابق تشيلسي. كشفت الفحوصات الطبية بعد المباراة أن دي بروين يعاني من كسور حادة في الأنف وكسور في المدار الأيسر، مما يثير الشكوك حول مشاركته في بطولة أمم أوروبا 2020 التي أعيد جدولتها.
في نهاية الموسم، حصل دي بروين على جائزة أفضل لاعب في إنجلترا.

## مسيرته الدولية

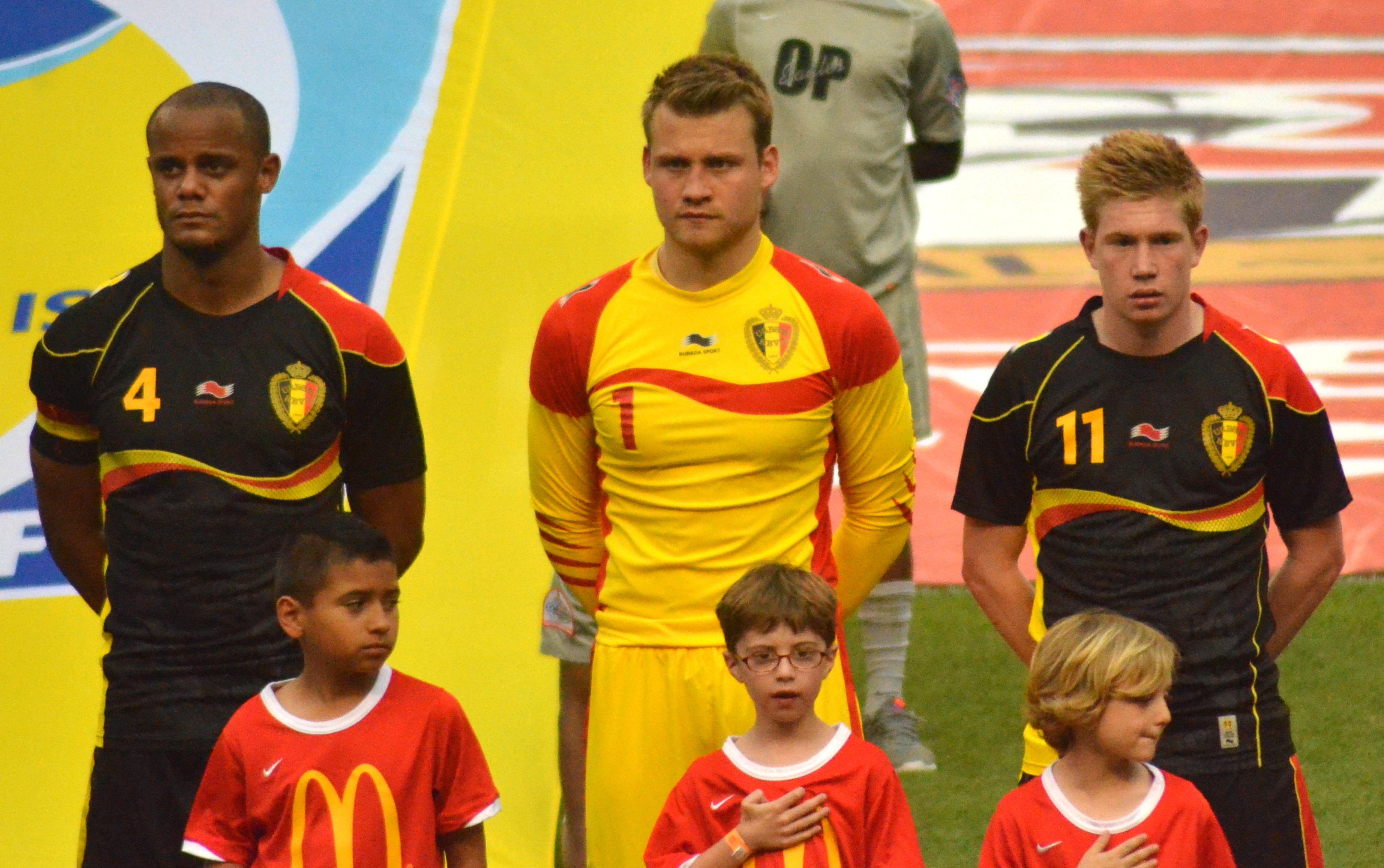
دي بروين (يمين) يصطف مع بلجيكا في عام 2013، إلى جانب فينسنت كومباني وسيمون مينيوليه.

تم اختيار دي بروين من قبل ليمثل المنتخب البلجيكي تحت 18 سنة وتحت 19 سنة وتحت 21 سنة. شارك لأول مرة مع المنتخب البلجيكي الأول في 11 أغسطس 2010 في مباراة دولية ودية ضد فنلندا في توركو. انتهت المباراة بخسارة بلجيكا 1–0.
قبل مشاركته الأولى مع منتخب بلجيكا، كان دي بروين مؤهلاً للعب في بوروندي، مسقط رأس والدته.

### 2014–2016: أول مشاركة في كأس العالم واليورو
أصبح دي بروين لاعباً أساسيًا في المنتخب البلجيكي خلال فترة تصفيات كأس العالم 2014، حيث سجل أربعة أهداف وتأهل الشياطين الحمر لأول بطولة كبيرة منذ 12 عامًا.
في 13 مايو 2014، تم اختياره في تشكيلة بلجيكا المشاركة في كأس العالم 2014. في مباراتهم الأولى بالبطولة، ضد الجزائر في بيلو هوريزونتي، صنع دي بروين هدف التعادل لمروان فيلايني وتم اختياره كرجل المباراة من قبل الفيفا. في دور الـ16، سجل دي بروين هدف بلجيكا الافتتاحي في الدقيقة الثالثة من الوقت الإضافي عندما فازوا على الولايات المتحدة 2–1.
في 10 أكتوبر 2014، سجل دي بروين هدفين في مباراة الفوز 6–0 أمام أندورا في تصفيات بطولة أمم أوروبا 2016، وهو ما يعادل فوز الرقم القياسي الذي حققه المنتخب البلجيكي في تصفيات أوروبية في عام 1986. في 3 سبتمبر 2015، سجل دي بروين في فوز 3–1 على البوسنة والهرسك. في 10 أكتوبر 2015، سجل دي بروين في مباراة الفوز 4–1 على أندورا، والذي جعل بلجيكا يتأهل رسمياً إلى نهائيات بطولة أمم أوروبا 2016. بعد ذلك بثلاثة أيام، سجل في مباراة الفوز بنتيجة 3–1 على إسرائيل، ليضمن المنتخب البلجيكي المركز الأول في المجموعة. في 31 مايو 2016، تم اختيار دي بروين في تشكيلة بلجيكا النهائية المكونة من 23 لاعباً للمشاركة في بطولة أمم أوروبا 2020. في 18 يونيو 2016، تمت الإشادة بدي بروين عن أداءه في فوز بلجيكا 3–0 على جمهورية أيرلندا. في 26 يونيو 2016، تم اختيار دي بروين كأفضل لاعب من قبل بي بي سي في المباراة لأدائه في مباراة الفوز 4–0 على المجر في دور الـ16، حيث صنع هدفين.

### كأس العالم 2018

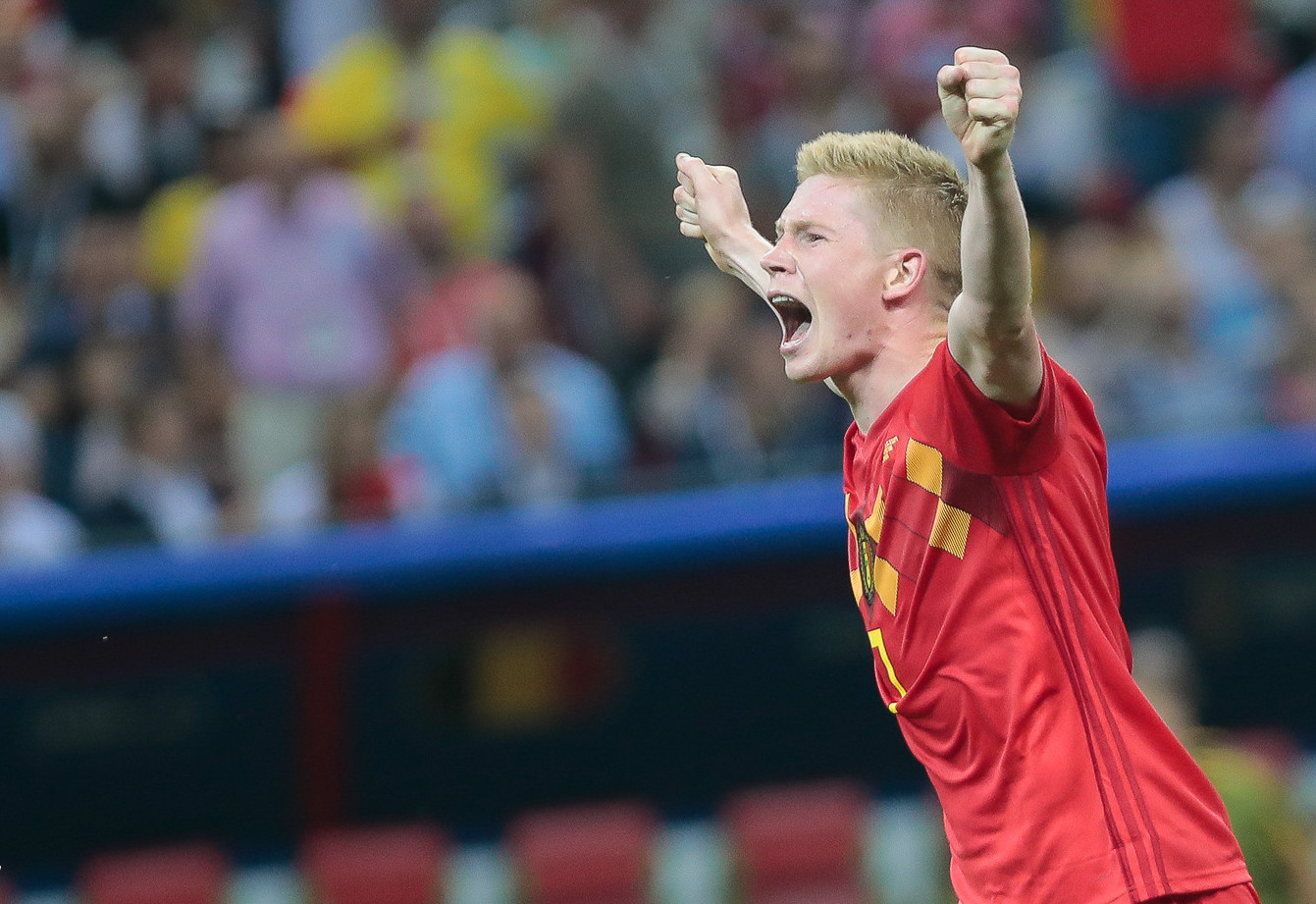
دي بروين يحتفل بفوز بلجيكا 2–1 على البرازيل، في 6 يوليو 2018.تم

اختيار دي بروين لقائمة المنتخب البلجيكي المكونة من 23 لاعباً للمشاركة في كأس العالم 2018. في 18 يونيو، في المباراة الافتتاحية ضد بنما، صنع دي بروين هدف روميلو لوكاكو في مباراة الفوز 3–0. في 6 يوليو، سجل الهدف الثاني في مباراة الفوز 2–1 في ربع النهائي على البرازيل، واختير كرجل المباراة. في نصف النهائي، هُزمت بلجيكا 1–0 من قبل فرنسا بطلت العالم لاحقًا. في 14 يوليو، هزمت بلجيكا إنجلترا 2–0 في مباراة تحديد المركز الثالث.

### يورو 2020
في 17 يونيو 2021، سجل دي بروين هدفه الأول وهدف الفوز في مباراة المجموعات الثانية لبلجيكا ضد الدنمارك في الفوز 2–1، في بطولة أمم أوروبا 2020. كما أنه سبق له أن صنع الهدف الأول للفريق. خلال مباراة دور الـ16 مع البرتغال، تعرض دي بروين لإصابة في الكاحل إثر تدخل من الخلف من البرتغالي جواو بالينيا. في 2 يوليو، قال روبيرتو مارتينيز مدرب بلجيكا إن دي بروين قد يتعافى في الوقت المناسب لمباراة ربع النهائي، في وقت لاحق من ذلك اليوم، على الرغم من عدم مشاركته في التدريبات طوال الأسبوع تم وضعه في التشكيلة الأساسية.

## الإحصائيات

### النادي
آخر تحديث 11 فبراير 2025.
| النادي              | الموسم   | الدوري           | الدوري | الدوري  | الكأس الوطني | الكأس الوطني | كأس الدوري | كأس الدوري | أوروبا | أوروبا  | أخرى   | أخرى    | المجموع | المجموع |
| النادي              | الموسم   | الدرجة           | الظهور | الأهداف | الظهور       | الأهداف      | الظهور     | الأهداف    | الظهور | الأهداف | الظهور | الأهداف | الظهور  | الأهداف |
| ------------------- | -------- | ---------------- | ------ | ------- | ------------ | ------------ | ---------- | ---------- | ------ | ------- | ------ | ------- | ------- | ------- |
| جينك                | 2008–09  | الدوري البلجيكي  | 2      | 0       | 0            | 0            | —          | —          | —      | —       | —      | —       | 2       | 0       |
| جينك                | 2009–10  | الدوري البلجيكي  | 35     | 3       | 2            | 0            | —          | —          | 2      | 0       | 1      | 0       | 40      | 3       |
| جينك                | 2010–11  | الدوري البلجيكي  | 32     | 5       | 0            | 0            | —          | —          | 3      | 1       | 0      | 0       | 35      | 6       |
| جينك                | 2011–12  | الدوري البلجيكي  | 28     | 8       | 1            | 0            | —          | —          | 6      | 0       | 1      | 0       | 36      | 8       |
| جينك                | المجموع  | المجموع          | 97     | 16      | 3            | 0            | —          | —          | 11     | 1       | 2      | 0       | 113     | 17      |
| فيردر بريمن (إعارة) | 2012–13  | الدوري الألماني  | 33     | 10      | 1            | 0            | —          | —          | —      | —       | —      | —       | 34      | 10      |
| تشيلسي              | 2013–14  | الدوري الإنجليزي | 3      | 0       | 0            | 0            | 3          | 0          | 3      | 0       | —      | —       | 9       | 0       |
| فولفسبورغ           | 2013–14  | الدوري الألماني  | 16     | 3       | 2            | 0            | —          | —          | —      | —       | —      | —       | 18      | 3       |
| فولفسبورغ           | 2014–15  | الدوري الألماني  | 34     | 10      | 6            | 1            | —          | —          | 11     | 5       | —      | —       | 51      | 16      |
| فولفسبورغ           | 2015–16  | الدوري الألماني  | 1      | 0       | 1            | 1            | —          | —          | —      | —       | 1      | 0       | 3       | 1       |
| فولفسبورغ           | المجموع  | المجموع          | 51     | 13      | 9            | 2            | —          | —          | 11     | 5       | 1      | 0       | 72      | 20      |
| مانشستر سيتي        | 2015–16  | الدوري الإنجليزي | 25     | 7       | 1            | 1            | 5          | 5          | 10     | 3       | —      | —       | 41      | 16      |
| مانشستر سيتي        | 2016–17  | الدوري الإنجليزي | 36     | 6       | 5            | 0            | 1          | 0          | 7      | 1       | —      | —       | 49      | 7       |
| مانشستر سيتي        | 2017–18  | الدوري الإنجليزي | 37     | 8       | 3            | 1            | 4          | 2          | 8      | 1       | —      | —       | 52      | 12      |
| مانشستر سيتي        | 2018–19  | الدوري الإنجليزي | 19     | 2       | 4            | 2            | 5          | 2          | 4      | 0       | 0      | 0       | 32      | 6       |
| مانشستر سيتي        | 2019–20  | الدوري الإنجليزي | 35     | 13      | 2            | 1            | 3          | 0          | 7      | 2       | 1      | 0       | 48      | 16      |
| مانشستر سيتي        | 2020–21  | الدوري الإنجليزي | 25     | 6       | 3            | 1            | 4          | 0          | 8      | 3       | —      | —       | 40      | 10      |
| مانشستر سيتي        | 2021–22  | الدوري الإنجليزي | 30     | 15      | 3            | 1            | 2          | 1          | 10     | 2       | 0      | 0       | 44      | 19      |
| مانشستر سيتي        | 2022–23  | الدوري الإنجليزي | 32     | 7       | 4            | 1            | 2          | 0          | 10     | 2       | 1      | 0       | 49      | 10      |
| مانشستر سيتي        | 2023–24  | الدوري الإنجليزي | 18     | 4       | 5            | 0            | 0          | 0          | 2      | 2       | 1      | 0       | 26      | 6       |
| مانشستر سيتي        | 2024–25  | الدوري الإنجليزي | 17     | 2       | 1            | 1            | 0          | 0          | 7      | 0       | 1      | 0       | 26      | 3       |
| مانشستر سيتي        | المجموع  | المجموع          | 274    | 70      | 31           | 9            | 26         | 10         | 73     | 16      | 4      | 0       | 408     | 105     |
| الإجمالي            | الإجمالي | الإجمالي         | 459    | 109     | 44           | 11           | 29         | 10         | 98     | 22      | 7      | 0       | 637     | 152     |

1. ↑  تشمل تصفيات الدوري البلجيكي الممتاز لبطولة الدوري الأوروبي
2. ↑  تشمل كأس بلجيكا، كأس ألمانيا، كأس الاتحاد الإنجليزي
3. ↑  تشمل كأس رابطة الأندية الإنجليزية المحترفة
4. 1 2 3  المباريات في الدوري الأوروبي
5. 1 2  المباريات في كأس السوبر البلجيكي
6. 1 2 3 4 5 6 7 8 9 10 11 12  المباريات في دوري أبطال أوروبا
7. ↑  المباريات في كأس السوبر الألماني
8. ↑  المباريات في درع الاتحاد الإنجليزي
9. 1 2 3

### المنتخب

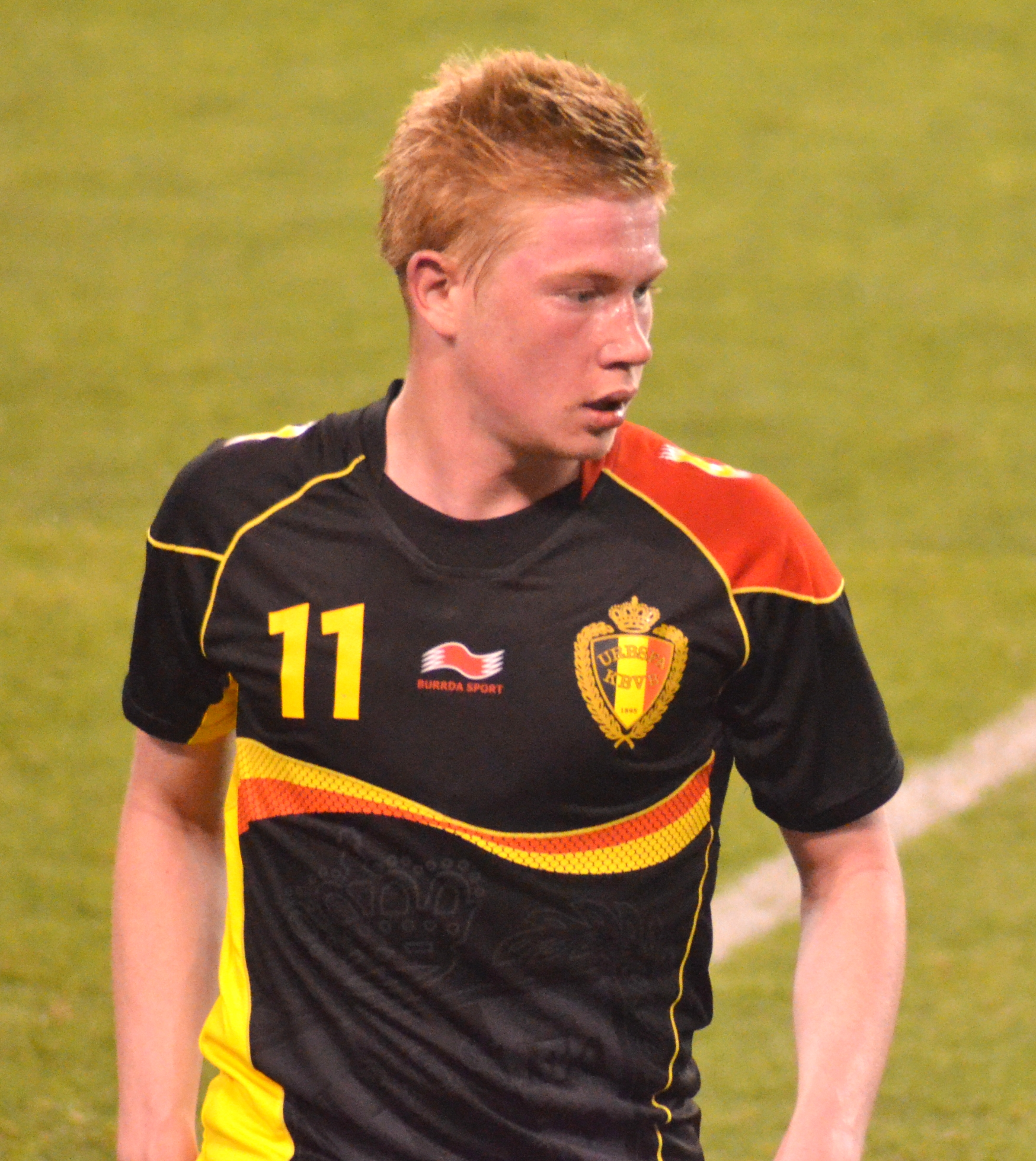
دي بروين مع منتخب بلجيكا في 2013.

آخر تحديث 2 يوليو 2021.
| المنتخب الوطني | العام   | الظهور | الأهداف |
| -------------- | ------- | ------ | ------- |
| بلجيكا[N]      | 2010    | 1      | 0       |
| بلجيكا[N]      | 2011    | 1      | 0       |
| بلجيكا[N]      | 2012    | 6      | 1       |
| بلجيكا[N]      | 2013    | 11     | 3       |
| بلجيكا[N]      | 2014    | 11     | 4       |
| بلجيكا[N]      | 2015    | 8      | 4       |
| بلجيكا[N]      | 2016    | 12     | 1       |
| بلجيكا[N]      | 2017    | 8      | 0       |
| بلجيكا[N]      | 2018    | 10     | 2       |
| بلجيكا[N]      | 2019    | 6      | 4       |
| بلجيكا[N]      | 2020    | 4      | 1       |
| بلجيكا[N]      | 2021    | 6      | 2       |
| المجموع        | المجموع | 84     | 22      |

اعتبارًا من 2 يوليو 2021. قائمة الأهداف والنتائج مع منتخب بلجيكا الأول.
| #  | التاريخ        | المكان                                          | م. | الخصم            | الهدف | النتيجة | المسابقة                     |
| -- | -------------- | ----------------------------------------------- | -- | ---------------- | ----- | ------- | ---------------------------- |
| 1  | 12 أكتوبر 2012 | ملعب النجم الأحمر، بلغراد، صربيا                | 6  | صربيا            | 2–0   | 3–0     | تصفيات كأس العالم 2014       |
| 2  | 22 مارس 2013   | فيليب الثاني أرينا، إسكوبية، مقدونيا            | 10 | مقدونيا          | 1–0   | 2–0     | تصفيات كأس العالم 2014       |
| 3  | 7 يونيو 2013   | ملعب الملك بودوان، بروكسل، بلجيكا               | 13 | صربيا            | 1–0   | 2–1     | تصفيات كأس العالم 2014       |
| 4  | 15 أكتوبر 2013 | ملعب الملك بودوان، بروكسل، بلجيكا               | 17 | ويلز             | 1–0   | 1–1     | تصفيات كأس العالم 2014       |
| 5  | 26 مايو 2014   | كريستال أرينا، جينك، بلجيكا                     | 21 | لوكسمبورغ[N]     | 5–1   | 5–1     | ودية                         |
| 6  | 1 يوليو 2014   | أرينا فونتي نوفا، سالفادور، البرازيل            | 25 | الولايات المتحدة | 1–0   | 2–1     | كأس العالم 2014              |
| 7  | 10 أكتوبر 2014 | ملعب الملك بودوان، بروكسل، بلجيكا               | 28 | أندورا           | 1–0   | 6–0     | تصفيات بطولة أمم أوروبا 2016 |
| 8  | 10 أكتوبر 2014 | ملعب الملك بودوان، بروكسل، بلجيكا               | 28 | أندورا           | 2–0   | 6–0     | تصفيات بطولة أمم أوروبا 2016 |
| 9  | 3 سبتمبر 2015  | ملعب الملك بودوان، بروكسل، بلجيكا               | 34 | البوسنة والهرسك  | 2–1   | 3–1     | تصفيات بطولة أمم أوروبا 2016 |
| 10 | 10 أكتوبر 2015 | الملعب الوطني، أندورا لا فيلا، أندورا           | 36 | أندورا           | 2–0   | 4–1     | تصفيات بطولة أمم أوروبا 2016 |
| 11 | 13 أكتوبر 2015 | ملعب الملك بودوان، بروكسل، بلجيكا               | 37 | إسرائيل          | 2–0   | 3–1     | تصفيات بطولة أمم أوروبا 2016 |
| 12 | 13 نوفمبر 2015 | ملعب الملك بودوان، بروكسل، بلجيكا               | 38 | إيطاليا          | 2–1   | 3–1     | ودية                         |
| 13 | 28 مايو 2016   | ملعب جنيف، لانسي، سويسرا                        | 39 | سويسرا           | 2–1   | 2–1     | ودية                         |
| 14 | 27 مارس 2018   | ملعب الملك بودوان، بروكسل، بلجيكا               | 59 | السعودية         | 4–0   | 4–0     | ودية                         |
| 15 | 6 يوليو 2018   | كازان أرينا، قازان، روسيا                       | 66 | البرازيل         | 2–0   | 2–1     | كأس العالم 2018              |
| 16 | 11 يونيو 2019  | ملعب الملك بودوان، إقليم بروكسل العاصمة، بلجيكا | 70 | إسكتلندا         | 3–0   | 3–0     | تصفيات بطولة أمم أوروبا 2020 |
| 17 | 9 سبتمبر 2019  | هامبدن بارك، غلاسكو، اسكتلندا                   | 72 | إسكتلندا         | 4–0   | 4–0     | تصفيات بطولة أمم أوروبا 2020 |
| 18 | 19 نوفمبر 2019 | ملعب الملك بودوان، بروكسل، بلجيكا               | 74 | قبرص             | 2–1   | 6–1     | تصفيات بطولة أمم أوروبا 2020 |
| 19 | 19 نوفمبر 2019 | ملعب الملك بودوان، بروكسل، بلجيكا               | 74 | قبرص             | 3–1   | 6–1     | تصفيات بطولة أمم أوروبا 2020 |
| 20 | 18 نوفمبر 2020 | دن دريف، ليفنوورث، بلجيكا                       | 78 | الدنمارك         | 4–2   | 4–2     | دوري الأمم الأوروبية 2020–21 |
| 21 | 24 مارس 2021   | دن دريف، ليفنوورث، بلجيكا                       | 79 | ويلز             | 1–1   | 3–1     | تصفيات كأس العالم 2022       |
| 22 | 17 يونيو 2021  | ملعب باركن، كوبنهاغن، الدنمارك                  | 81 | الدنمارك         | 2–1   | 2–1     | بطولة أمم أوروبا 2020        |

## الإنجازات
جينك
- الدوري البلجيكي: 2010–11
- كأس بلجيكا: 2008–09
- كأس السوبر البلجيكي: 2011[الإنجليزية]

فولفسبورغ
- كأس ألمانيا: 2014–15
- كأس السوبر الألماني: 2015[177]

مانشستر سيتي
- الدوري الإنجليزي الممتاز: 2017–18، 2018–19، 2020–21، 2021–22، 2022–23، 2023–24[178]
- كأس الاتحاد الإنجليزي: 2018–19[179]، 2022–23
- كأس رابطة الأندية الإنجليزية المحترفة: 2015–16،[180] 2017–18،[181] 2018–19،[182] 2019–20،[183] 2020–21[184]
- درع الاتحاد الإنجليزي: 2019، 2024[185]
- دوري أبطال أوروبا: 2022–23

بلجيكا
كأس العالم المركز الثالث: 2018
الفردية
- الدوري الألماني أفضل لاعب شاب في العام: 2012–13[187]
- الدوري الألماني أفضل لاعب في العام: 2014–15[188]
- الدوري الألماني فريق العام: 2014–15[189]
- الدوري الأوروبي تشكيلة الموسم: 2014–15[190]
- لاعب العام في ألمانيا: 2015[14]
- فرانس فوتبول فريق العام: 2015[191]
- أفضل رياضي بلجيكي في العام: 2015[192]
- لاعب العام في مانشستر سيتي: 2015–16،[193] 2017–18،[194] 2019–20[195]
- فيفبرو الفريق الثاني: 2018[196]
- فيفبرو الفريق الثالث: 2016[197]
- فيفبرو مرشح: 2019 (لاعب الوسط الثامن)[198]
- تشكيلة العام من الاتحاد الدولي لتاريخ وإحصاءات كرة القدم: 2017[199]، 2019[200]
- جائزة اليويفا لأفضل فريق: 2017،[201] 2019[202]
- فريق العام لاتحاد لاعبي كرة القدم المحترفين: الدوري الإنجليزي الممتاز 2017–18،[203] الدوري الإنجليزي الممتاز 2019–20[204]
- جائزة أفضل صانع لعب في الدوري الإنجليزي الممتاز: 2017–18 (16 صناعة)،[205] 2019–20 (20 صناعة)
- دوري أبطال أوروبا تشكيلة الموسم: 2017–18،[206] 2018–19[207]
- إي أيه سبورتس فيفا فريق العام: 2018،[208] 2019[209]
- فريق الأحلام في كأس العالم: 2018[210]
- جائزة هدف الشهر في الدوري الإنجليزي الممتاز: نوفمبر 2019،[211] يوليو 2020[212]
- جائزة لاعب الموسم في الدوري الإنجليزي الممتاز: 2019–20[213]

## وصلات خارجية
- كيفين دي بروين على موقع الاتحاد الدولي (مؤرشف)  (الإنجليزية)
- كيفين دي بروين على موقع الاتحاد الأوربي (الإنجليزية)
- كيفين دي بروين على موقع الاتحاد البلجيكي (الإنجليزية)
- كيفين دي بروين على موقع إي إس بي إن إف سي (الإنجليزية)
- كيفين دي بروين على موقع قاعدة بيانات كرة القدم.إي يو (الإنجليزية)
- كيفين دي بروين على موقع بيانات كرة القدم. دي إي (الألمانية)
- كيفين دي بروين على موقع ليكيب (الفرنسية)
- كيفين دي بروين على موقع ناشيونال فوتبول تيمز (الإنجليزية)
- كيفين دي بروين على موقع Soccerbase.com (لاعب) (الإنجليزية)
- كيفين دي بروين على موقع Soccerway.com (الإنجليزية)